# Людовик Франсуа де Бурбон-Конти (1734)
Луи Франсуа Жозеф де Бурбон (фр. Louis-François-Joseph de Bourbon-Conti; 1 сентября 1734, Отель де Невер — 13 марта 1814 или 10 марта 1814, Барселона) — французский принц крови из династии Бурбонов, последний (6-й) принц де Конти (1776—1814).

## Биография
Родился в Отеле де Конти в Париже 1 сентября 1734 года. Единственный сын Луи Франсуа де Бурбона (1717—1776), принца де Конти (1727—1776), и Луизы Дианы Орлеанской (1716—1736), дочери герцога Филиппа II Орлеанского, регента Франции во время несовершеннолетия короля Людовика XV.
С рождения носил титул графа де ла Марша. Его мать скончалась 26 сентября 1736 года во время родов. После смерти жены его отец уединился в своём замке Шато Л’Иль-Адам, где предавался охоте. Позднее принц де Конти вернулся ко двору и отличился на военном поприще.
29 ноября 1742 года он был крещен в Версальском дворце, его крестными родителями были король Людовик XV и королева Мария Лещинская.
17 мая 1750 года в Версале был награждён Орденом Святого Духа.
Участвовал в Семилетней войне (1756—1763), в чине генерал-майора участвовал в битвах при Хастенбеке (26 июля 1757) и Крефельде (23 июня 1758).
В августе 1776 года после смерти своего отца Луи Франсуа Жозеф де Бурбон унаследовал титул принца де Конти.

## Брак
В 1759 году Луи Франсуа де Бурбон, граф де ла Марш, женился на своей кузине Марии Фортунате д’Эсте (1734—1803), четвертой дочери Франческо III д’Эсте (1698—1780), герцог Моденского (1737—1780), и Шарлотты Аглаи Орлеанской (1700—1761). Шарлотта Аглая была старшей сестрой Луизы Дианы, матери графа де ла Марш.
Брачный контракт был подписан в Милане 3 января 1759 года французским послом в Сардинском королевстве. Свадьба по договоренности произошла в Милане 7 февраля того же года. Франческо III д’Эсте дал в приданое дочери миллион ливров. Кроме того, по прибытии молодоженов во Францию, Луи Франсуа Жозеф получил 150 тысяч ливров от короля Людовика XV. Мария Фортуната была представлена королю, королеве и королевской семье 5 марта 1759 года, а также родственникам мужа.
Их брак оказался несчастливым. Супруги не ладили и не имели детей. Отчасти это было связано с влиянием любовницы мужа, Анны Марии Веронезе, известной как мадемуазель Коралин (ум. 1782), итальянской танцовщицы. Их дети:
- Луи Франсуа Веронезе (1761—1785)
- Пьер Антуан Веронезе (1767—1846)

После смерти отца принц и принцесса де Конти были официально разведены 12 июня 1777 года. Бывшая жена удалилась в Шато де Триль. После бегства из Франции во время революции она путешествовала инкогнито как графиня де Триль. 71-летняя Мария Фортуаната скончалась в Венеции 21 сентября 1803 года.

## Дальнейшая жизнь
Принц де Конти перешел на сторону Рене Николы де Мопу в борьбе между канцлером и парламентами в 1788 году. После Французской революции (1789) Луи Франсуа Жозеф де Бурбон эмигрировал, но отказался принять участие в интервенции во Францию. Он вернулся на родину в 1790 году.
В 1793 году принц де Конти был арестован по приказу Национального Конвента, но затем оправдан, хотя его имущество было конфисковано. Он стал получать пенсию. В 1797 году правительство Директории решило изгнать принца де Конти. Принц был сослан в Испанию вместе с немногими оставшимися родственниками, которые по-прежнему жили во Франции и уцелели во время революции. Поселился в Барселоне, где и провёл оставшиеся годы в бедности и уединении, отказывался участвовать в заговорах роялистов. Умер в 1814 году.
Последний принц де Конти был похоронен в храме Святого Михаила. Во время правления короля Луи-Филиппа его тело было перезахоронено в королевской усыпальнице в Дре 2 апреля 1844 года.

## Титулы и стили
- 1 сентября 1734 — 2 августа 1776 — Его Светлость граф де Ла Марш
- 2 августа 1776 — 13 марта 1814 — Его Светлость принц де Конти